# Áreas de governo local de Vitória

Mapa das Áreas de governo local em Victoria

Detalhes das Áreas de governo local em e ao redor de Melbourne

Tipos de LGAs

Existem 79 Áreas de governo local no estado australiano de Vitória. LGA's se constituem como cidades, shires (condados), cidades rurais e, em um caso, um borough. Além das LGAs, há também um número de pequenas áreas não-incorporadas; incluindo Monte Hotham e Falls Creek (rodeado pelo Alpine Shire), Monte Buller (rodeado por Shire de Mansfield), Ilha Francesa, a Yallourn área de trabalho e Ilha Lady Julia Percy.

## Outros
- Borough de Queenscliffe